# Познанский, Артур
Артур Познанский (нем. Arthur Posnansky, в Боливии — Артуро Поснански (исп. Arturo Posnansky); 12 апреля 1873 или 13 апреля 1873, Вена — 27 июля 1946, Ла-Пас) — боливийский археолог и историк.

## Биография
Артур Познанский родился 12 (или 13) апреля 1873 года в Вене, в польско-еврейской семье, бежавшей в 1860-х годах в Австро-Венгрию с территории черты оседлости Российской империи.
Отец Артура — Карл Познанский после эмиграции из России поступил на службу в военно-морской флот Австро-Венгрии, в рядах которого он принял участие в экспедиции в Мексику для воцарения на мексиканский престол Максимилиана I. После свержения Максимилиана в 1867 году Карл вернулся в Вену и основал собственное химическое предприятие. Желая пойти по стопам своего отца, Артур поступил в Императорскую военно-морскую академию в Пуле, которую он окончил в 1895 году в ранге лейтенанта. Приобретённые в академии навыки он решил использовать для создания и ведения своего бизнеса по вывозу из южной части Амазонии сырья для химических производств в Европе и Америке. Для этой цели он приобрёл 18-метровый корабль с трюмом, вместительностью более 25 тонн, и отправился на нём в боливийскую провинцию Акри, где в тот момент бушевала «каучуковая лихорадка».
В ходе боливийско-бразильской войны (т. н. каучуковой войны) 1899—1903 годов принял сторону Боливии, отличился в боях в качестве капитана флота, попал в бразильский плен, но сумел бежать. После окончания боевых действиях объявлен национальным героем. Получил боливийское гражданство.
В 1903 году возглавил Национальный музей Боливии, основал и возглавил Археологическое общество и Институт фольклора Боливии. Читал лекции в учебных заведениях Европы и США. Был членом многих учёных обществ по всему свету (таких, как Географическое общество в Рио-де-Жанейро, Антропологическое общество в Берлине).
Стал известен благодаря своим исследованиям древнего города Тиуанако в районе озера Титикака, который считал прародиной мезоамериканских и южноамериканских цивилизаций. Указывал, что культура Тиуанако появилась между 1500 и 1400 годами до н. э. и исчезла между 1100 и 1200 годами до н. э. Возраст самого Тиуанако Познанский оценивал в 12 000 лет (реальные временные рамки расцвета Тиуанако — III—X века н. э.), указывая, что его населяли не предки индейцев аймара, появившихся там позднее, а иная цивилизация. На доводы Познанского ссылался другой исследователь Тиуанако, немецкий археолог-самоучка Эдмунд Кисс.

## Сочинения
Научное наследие Познанского насчитывает десятки наименований. Первая его книга, Die Osterinsel und ihre Praehistorischen Monumento («Остров Пасхи и доисторические монументы») вышла в Пуле в 1895 году, последняя, Bolivia, Estados Unidos y la Era Atómica («Боливия, Соединённые Штаты и атомная эра»), — в 1945 году.